# Milan Vidmar (kanuist)
Milan Vidmar, slovenski kanuist, * 1942.
Vidmar je na svetovnih prvenstvih leta 1963 v Špitalu ob Dravi osvojil srebrno medaljo v disciplini C-2 ekipno, v ekipi so bili še Janez Andrejašič, Jože Gerkman, Borut Justin, Franc Žitnik in Leon Žitnik.